# شاترا (باشقیرستان)
شاترا (انگلیسی: Shatra, Republic of Bashkortostan) یک شهرک در شهرستان میاکینسکی استان باشقیرستان کشور روسیه است.